# (14103) Manzoni
(14103) Manzoni est un astéroïde de la ceinture principale.

## Description
(14103) Manzoni est un astéroïde de la ceinture principale. Il fut découvert le 1er octobre 1997 à Sormano par Piero Sicoli et Augusto Testa. Il présente une orbite caractérisée par un demi-grand axe de 2,94 UA, une excentricité de 0,07 et une inclinaison de 2,1° par rapport à l'écliptique.

## Compléments